# Saint-Georges-d'Oléron
Saint-Georges-d'Oléron és un municipi francès situat al departament del Charente Marítim i a la regió de la Nova Aquitània. L'any 2007 tenia 3.490 habitants.

## Demografia

### Població
El 2007 la població de fet de Saint-Georges-d'Oléron era de 3.490 persones. Hi havia 1.663 famílies de les quals 578 eren unipersonals (262 homes vivint sols i 316 dones vivint soles), 642 parelles sense fills, 340 parelles amb fills i 103 famílies monoparentals amb fills.
La població ha evolucionat segons el següent gràfic:
Habitants censats

### Habitatges
El 2007 hi havia 9.014 habitatges, 1.687 eren l'habitatge principal de la família, 7.251 eren segones residències i 76 estaven desocupats. 5.607 eren cases i 227 eren apartaments. Dels 1.687 habitatges principals, 1.257 estaven ocupats pels seus propietaris, 362 estaven llogats i ocupats pels llogaters i 68 estaven cedits a títol gratuït; 61 tenien una cambra, 142 en tenien dues, 470 en tenien tres, 517 en tenien quatre i 497 en tenien cinc o més. 1.245 habitatges disposaven pel capbaix d'una plaça de pàrquing. A 932 habitatges hi havia un automòbil i a 538 n'hi havia dos o més.

### Piràmide de població
La piràmide de població per edats i sexe el 2009 era:
| Homes | Edats   | Dones |
| ----- | ------- | ----- |
| 4     | 95 o +  | 2     |
| 5     | 90 a 94 | 25    |
| 47    | 85 a 89 | 55    |
| 47    | 80 a 84 | 41    |
| 97    | 75 a 79 | 118   |
| 137   | 70 a 74 | 135   |
| 153   | 65 a 69 | 157   |
| 103   | 60 a 64 | 131   |
| 78    | 55 a 59 | 121   |
| 104   | 50 a 54 | 96    |
| 93    | 45 a 49 | 131   |
| 97    | 40 a 44 | 86    |
| 119   | 35 a 39 | 109   |
| 79    | 30 a 34 | 85    |
| 74    | 25 a 29 | 96    |
| 65    | 20 a 24 | 60    |
| 76    | 15 a 19 | 70    |
| 57    | 10 a 14 | 86    |
| 79    | 5 a 9   | 96    |
| 58    | 0 a 4   | 48    |

## Economia
El 2007 la població en edat de treballar era de 1.948 persones, 1.285 eren actives i 663 eren inactives. De les 1.285 persones actives 1.061 estaven ocupades (546 homes i 515 dones) i 224 estaven aturades (102 homes i 122 dones). De les 663 persones inactives 353 estaven jubilades, 105 estaven estudiant i 205 estaven classificades com a «altres inactius».

### Ingressos
El 2009 a Saint-Georges-d'Oléron hi havia 1.820 unitats fiscals que integraven 3.681,5 persones, la mediana anual d'ingressos fiscals per persona era de 17.060 €.

### Activitats econòmiques
Dels 265 establiments que hi havia el 2007, 3 eren d'empreses extractives, 10 d'empreses alimentàries, 8 d'empreses de fabricació d'altres productes industrials, 39 d'empreses de construcció, 47 d'empreses de comerç i reparació d'automòbils, 6 d'empreses de transport, 71 d'empreses d'hostatgeria i restauració, 7 d'empreses d'informació i comunicació, 4 d'empreses financeres, 8 d'empreses immobiliàries, 28 d'empreses de serveis, 14 d'entitats de l'administració pública i 20 d'empreses classificades com a «altres activitats de serveis».
Dels 90 establiments de servei als particulars que hi havia el 2009, 1 era una oficina de correu, 6 tallers de reparació d'automòbils i de material agrícola, 13 paletes, 6 guixaires pintors, 7 fusteries, 5 lampisteries, 6 electricistes, 2 empreses de construcció, 7 perruqueries, 34 restaurants, 1 agència immobiliària i 2 salons de bellesa.
Dels 25 establiments comercials que hi havia el 2009, 1 era una gran superfície de material de bricolatge, 1 una botiga de menys de 120 m², 10 fleques, 3 carnisseries, 2 peixateries, 2 llibreries, 4 botigues de roba i 2 drogueries.
L'any 2000 a Saint-Georges-d'Oléron hi havia 62 explotacions agrícoles que ocupaven un total de 570 hectàrees.

## Equipaments sanitaris i escolars
El 2009 hi havia 1 farmàcia i 1 ambulància.
El 2009 hi havia 1 escola maternal i 1 escola elemental.

## Poblacions més properes
El següent diagrama mostra les poblacions més properes.